# Standoff (serie de televisión)
Standoff: Los Negociadores es una serie de televisión estadounidense. 
Creada y producida por Craig Silverstein, la serie se centra en una unidad de negociadores de crisis del FBI con base en Los Ángeles, cuyos miembros resuelven situaciones de secuestros, suicidios o amenazas de bomba mediante el diálogo. En ella también se trata la relación sentimental de los dos protagonistas. La serie fue encargada por 20th Century Fox Television y sus productores ejecutivos fueron Craig Silverstein, Tim Story y Glen Mazzara.
La serie fue estrenada en septiembre de 2006 en USA, se compone de 18 episodios y una única temporada, fue cancelada en el verano de 2007 por la cadena FOX debido a los bajos datos de audiencia que presentaba (disminuyó a cerca de la mitad entre el primer y el último episodio). En España se emitió en el año 2007 a través de Fox España y La Sexta.
La canción que introduce la serie es "Late Nights and Street Fights" de Dirty Vegas.

## Reparto
- Matt Flannery (Ron Livingston) es un negociador jefe de la unidad de negociación de crisis del FBI de Los Ángeles. Él es compañero y amante de la agente Emily Lehman. Nació en Van Nuys, California.
- Emily Lehman (Rosemarie DeWitt), jefe de la unidad de negociación de crisis del FBI de Los Ángeles, es compañera y amante del agente Matt Flannery. Nació en Albany, Nueva York.
- Cheryl Carrera (Gina Torres) es el agente especial de supervisión responsable de la Unidad de negociación de crisis del FBI de Los Ángeles. Nació en Brooklyn, Nueva York.
- Frank Rogers (Michael Cudlitz) es un agente especial del FBI y jefe del equipo SWAT de Los Ángeles. Nació en Detroit, Míchigan.
- Lia Mathers (Raquel Alessi) es una agente especial del FBI y analista de inteligencia para la unidad de negociación de crisis del FBI en Los ángeles. Nació en Seattle, Washington.
- Duff González (José Pablo Cantillo) es un agente especial del FBI y miembro del equipo SWAT de Los Ángeles. Nació en Los Ángeles.